# Озан (Арканзас)
Озан (англ. Ozan) — місто (англ. town) в США, в окрузі Гемпстед штату Арканзас. Населення — 50 осіб (2020).

## Географія
Озан розташований за координатами 33°50′48″ пн. ш. 93°43′15″ зх. д. / 33.84667° пн. ш. 93.72083° зх. д. (33.846611, -93.720824).  За даними Бюро перепису населення США в 2010 році місто мало площу 0,82 км², з яких 0,82 км² — суходіл та 0,00 км² — водойми.

## Демографія
Згідно з переписом 2010 року, у місті мешкало 85 осіб у 40 домогосподарствах у складі 26 родин. Густота населення становила 104 особи/км².  Було 54 помешкання (66/км²). 
Расовий склад населення:
| - 62,4 % — чорних або афроамериканців - 30,6 % — білих - 5,9 % — корінних американців - 1,2 % — осіб інших рас |

До двох чи більше рас належало 0,0 %. Іспаномовні складали 5,9 % від усіх жителів.
За віковим діапазоном населення розподілялося таким чином: 17,6 % — особи молодші 18 років, 54,2 % — особи у віці 18—64 років, 28,2 % — особи у віці 65 років та старші. Медіана віку мешканця становила 50,5 року. На 100 осіб жіночої статі у місті припадало 88,9 чоловіків;  на 100 жінок у віці від 18 років та старших — 94,4 чоловіків також старших 18 років.
Середній дохід на одне домашнє господарство  становив 34 478 доларів США (медіана — 24 375), а середній дохід на одну сім'ю — 36 916 доларів (медіана — 42 750). За межею бідності перебувало 15,5 % осіб, у тому числі 0,0 % дітей у віці до 18 років та 0,0 % осіб у віці 65 років та старших.
Цивільне працевлаштоване населення становило 21 осіб. Основні галузі зайнятості: виробництво — 33,3 %, будівництво — 23,8 %.